# Street Fighter II: Hyper Fighting
Street Fighter II: Hyper Fighting, conocido en Japón como Street Fighter II Turbo: Hyper Fighting, es un videojuego de lucha publicado originalmente en Japón en 1992. Es la segunda extensión para arcade que se realizó del Street Fighter II después del Street Fighter II: Champion Edition, siendo luego portado a diferentes plataformas. Lanzado en menos de un año después de la versión anterior, Hyper Fighting introdujo una velocidad de juego más rápido, y nuevos movimientos especiales para ciertos personajes, así como perfeccionamiento a su equilibrio.
Street Fighter II: Hyper Fighting fue el juego de arcade final en la serie Street Fighter en utilizar el hardware CP System. El siguiente juego en la serie, Super Street Fighter II, cambió al hardware CP System II.

## Diferencias
Street Fighter II: Hyper Fighting incluyó lo siguiente del sistema de juego heredado de Street Fighter II: Champion Edition.

### Aumento en la velocidad del juego
Como es evidente por su subtítulo, Hyper Fighting aumentó la velocidad total del juego anterior. Como resultado, los comandos para los movimientos especiales, así como la sincronización de seguir un movimiento con otro durante una combinación, era aún más severo que en Champion Edition, siendo más fácil cometer un error. La velocidad más rápida del juego también permitía a los jugadores llegar más rápido a la batalla, así como a contraatacar más rápido.

### Movimientos especiales nuevos
Todos los personajes, a excepción de Guile y tres de los cuatro jefes finales (Balrog, Vega y M. Bison), tienen nuevos movimientos:
- Chun-Li: puede lanzar una bola de fuego al igual que Ryu y Ken.
- Dhalsim: ahora tiene un movimiento para teletransportarse (usual en Mortal Kombat).
- E. Honda: tiene un nuevo movimiento, llamado Super Hyakkan Otoshi.
- Blanka: tiene un nuevo movimiento llamado Vertical Rolling muy similar al Rolling Attack, con la diferencia de que se desplaza hacia arriba.
- Ken y Ryu: pueden ejecutar el Tatsu Maki Senpukyaku en el aire.

### Paleta de colores
Todos los personajes fueron re-coloreados con nuevos colores en lugar de los que se usaron en Champion Edition. Con la excepción de M. Bison, el nuevo color del personaje se seleccionaba pulsando cualquier botón de ataque, mientras que el color original se seleccionaba pulsando B.

## Conversiones
- Super Nintendo: en esta consola fue llamado Street Fighter II Turbo.
- Mega Drive: en esta consola es llamado Street Fighter II Special Champion Edition.
- PlayStation: formando parte en el recopilatorio Street Fighter Collection 2.
- Xbox360: en descarga para Xbox Live Arcade.
- Wii: en descarga para la Consola Virtual de Nintendo.
- Sega Saturn: como parte del recopilatorio Street Fighter Collection.